# Villarzel-du-Razès
Villarzel-du-Razès település Franciaországban, Aude megyében. Lakosainak száma 95 fő (2022. január 1.). Villarzel-du-Razès Alairac, Brugairolles, Malviès, Montclar, Montréal és Saint-Martin-de-Villereglan községekkel határos.

## Népesség
A település népessége az elmúlt években az alábbi módon változott:
| Lakosok száma | 120  | 109  | 89   | 89   | 107  | 108  | 103  | 98   | 98   | 95   |
|               | 1968 | 1982 | 1990 | 2006 | 2013 | 2015 | 2017 | 2019 | 2020 | 2022 |